# 梅执礼
梅执礼（1079年—1127年4月8日），字和胜，婺州浦江人。北宋官员，后在靖康之变中遇害。

## 生平

### 入仕
梅执礼出身貧寒，年幼丧父，母亲胡氏教他读书。尚未弱冠时，因母亲年老无法奉养，他就在大雪天带着诗谒见本地县令，诗里说：“有令可干难闭户，无人堪访懒趋舟。”县令看后心喜，请他训导自己的儿子。
梅执礼通晓诸经，尤精《周易》。后来入太学，崇宁五年（1106年）考中进士，调任衢州常山尉，未赴任时，被曾任婺州教授的翰林学士叶少蕴推荐试学官，未试就除授敕令删定官、《元丰九域志》编修，任满又除授武学博士。有人说梅执礼是学文的儒生，不宜任武职。梅执礼欣然就职，陈说大义，期间亲自持弓箭为诸生做表率。大司成强渊明认为他是贤才，数次向宰相推荐，宰相却说没见过他。梅执礼听后说：“以人言而得，必以人言而失，我所求的在我而已。”最终没有去谒见宰相。
历任重修敕令删定官、军器监丞，因避亲戚嫌辞职，改鸿胪丞，又任尚书比部员外郎。比部的职责是负责财务审计监督勾稽财货，文牍堆积如山，一般都不及细看。其中有宫内官吏出具的三百万贯钱的茶券，称是奉知入内内侍省宦官杨戬之意，催要甚急。梅执礼一看就知道是伪造的，想上报，正副长官心存疑虑不敢，梅执礼就单独上报，果然有假。政和六年（1116年），徽宗因梅执礼所请，下诏如库务监官所造文帐完备了才允许批准，违者由御史台奏劾。后改任尚书度支员外郎、吏部员外郎，进国子司业兼资善堂翊善，迁右司、左司员外郎，又得召试升迁为中书舍人、给事中。
林摅因曾任执政，在进京赴阙的时候住下，希望官复原职，梅执礼上奏让他离开。都水使者孟昌龄在郓州接受他人抵押房屋，却不让对方赎回，还请求皇帝下旨霸占之；外郡留在都城汴梁的士兵有数万人，多不守法令，朝廷下诏全部遣返原籍，但杨戬却不予遣返；内侍张佑总管修太庙事宜，越级请求赏赐。这些不合理的请求都被梅执礼驳回。权贵幸臣忌惮他。梅执礼迁礼部侍郎。
梅执礼素与宰相王黼交好，有一次王黼在家设酒宴，夸示自己家的园林、池塘、妓妾之盛，有骄色。梅执礼说：“公为宰相，当与天下同忧乐。今方腊流毒吴地，疮痍未息，这岂是歌舞宴乐的时候？”退下后又写诗告诫。王黼羞愧愤怒。梅执礼也上疏以不能引荐人才为由坚请辞职。王黼知道后说：“他这是想当宰相吗？”以梅执礼祭祀原庙（正庙以外另立的宗庙）迟到为由，贬他以显谟阁待制知蕲州，又夺其官职。
梅执礼的从父处州助教梅溶死于方腊之乱，梅执礼闻讯哭了，说“我从父只是一个老儒生，平日恂恂（诚实谦恭的样子）好像不会说话，却能慨然守百里之地，以蕞尔（形容小）之躯抵抗虎狼之暴以至于不顾自身。”并上奏朝廷为其请求得追赠官职，梅溶二子梅敦时、梅敦成也因此得以授官。
次年，梅执礼改任知滁州，复任为集英殿修撰。西京洛阳每年供应官炭，自元丰以来，因为洛阳自称林木快用完了，朝廷令淮南代为输送。梅执礼说：“滁州的林木也用完了，经过四十年之久，洛阳应该已经复原了。”就上奏免除。滁州当地盐税自定数以外又有摊派，负担很重，滁州人为之所苦，梅执礼说：“本郡比不上苏、杭的一个县，但食盐税负却是粟米的数倍，百姓怎么承受得了？”上奏朝廷，徽宗下诏每年少征盐税二十万。滁州人因此感激他，为他画像立祠。

### 殉国
宣和末年，宋金交战，宋钦宗登基，因郊祀礼成加恩臣民，复以梅执礼为徽猷阁待制，靖康元年（1126年）起用知镇江府，召为翰林学士知制诰，未任，改除授吏部尚书兼侍讲，不久改户部。当时因有战事，赋税征调不足，梅执礼请求加强对宫内财务的审核，六宫的薪俸都要经过度支才能发放。曾有个小黄门拿着御批去户部取钱，却没在封识上用印玺，意识到了才去取印。梅执礼不给钱，并上奏，钦宗下诏问责典宝夫人（掌管印玺的女官）并杖责了黄门。从此人们不敢妄取财物，一个月就省下费用三十万。
四月，梅执礼与礼部侍郎邵溥、中丞吕好问、中书舍人胡安国合奏请求重用河南布衣尹焞，未果。
金军围汴梁，宋军救兵不至，梅执礼劝钦宗亲征，而请太上皇宋徽宗、太上皇后郑皇后、朱皇后、皇太子赵谌都出京避难，被宰相阻止。
十一月，钦宗于延和殿召集百官商议割让三镇，各给笔札，文武分列廊庑共百余人。梅执礼、孙傅、吕好问、洪刍、秦桧、陈国材等三十六人说不可割让，范宗尹以下七十人则想割让。梅执礼建议清野，钦宗不久召孙傅和梅执礼入对，于是决定维持三镇现状并对河北、河东、京畿实行清野。
闰十一月，汴梁外城失守。数万军民用斧头砍开左掖门求见钦宗，钦宗御楼下谕遣散他们。卫士长蒋宣率其众数百人想带着钦宗突围，钦宗左右奔逃，只剩孙傅、梅执礼、兵部尚书吕好问还留在钦宗身侧。吕好问说服蒋宣率众退下。
靖康二年（1127年）正月，宋钦宗亲赴金营求和，金人以他为人质，勒索数百千万金帛，说和议已定，只要给足了钱就奉钦宗回朝。梅执礼与刑部侍郎程振、给事中安扶、户部侍郎陈知质分别为东南西北四壁提举根括金银官负责筹钱。二月，金朝又废宋帝钦宗及宋太上皇徽宗为庶人。宋京城四壁都巡检使范琼变节，将徽宗等宋朝皇室押赴金营。梅执礼力争不果，哭着回家见母亲：“主辱臣死，还活着做什么？”母亲说：“忠孝难两全，你受国家如此厚恩，应该倾心上报，不要以老人为念。”于是梅执礼将母亲托付给兄弟。留守王时雍召百官商议立新帝，最后决定立少宰张邦昌。王时雍、梅执礼召百官、士庶、僧道、军民集合商议推戴新君。王时雍担心百官不肯签名，就亲自带头签名，百官也随之签名。
这时金人仍然想尽取汴梁财物。梅执礼等四人感慨民力已困，互相计划，认为金人欲求无厌，金军统帅完颜宗翰应该知道自己要求的数目即使连铜铁也算上也无法满足，于是决定去向金军请罪。完颜宗翰问他们为什么不向百姓征收，四人称已经无可搜刮，甘愿自己被金军以军法处置。与他们有宿怨的内侍却秘密告诉完颜宗翰：“城中七百万户，所取不到百分之一，只要答应百姓持金银换粟麦，便会有出钱的人。”当时开封府已经缺粮，百姓果然拿钱去买粮食。完颜宗翰怒，喊梅执礼等四人责骂，四人都说：“天子蒙尘，臣民都愿意效死，即使肝脑涂地也在所不惜，怎会顾惜金缯（指黄金和丝织品，泛指金银财物）？只是我们只看见房屋空虚，没有东西可以完成使命。”完颜宗翰想问罪于梅执礼，问官长何在。程振、安扶担心梅执礼获罪，就上前说：“都是官长。”完颜宗翰更怒，先将副职侍御史胡舜陟、殿中侍御史胡唐老、监察御史姚舜明、王俣杖责一百，几乎打死，又将金银官监察御史黎确等人鞭责五十。梅执礼等仍为他们求情，不久被遣还，将要到金朝监军所在地附近的南薰门（汴梁外城的正南门）时，金人从后面呼喊：“尚书且止，有元帅台令。”四人下马跪下听令，金朝监军依次将他们打死，枭首号令，尸体丢在南薰门，命其家属以金银赎回。当天，白天如同黑夜，士人和百姓都哭着流泪愤叹。当晚，大风吹起树木。金军声称已将根括金银官正法，金银不足的部分纵兵搜索。
宋高宗即位，诏赠梅执礼通奉大夫、端明殿学士。议者认为太薄，又加资政殿学士，谥节愍。其子梅忠恕任为承务郎，监潭州南岳庙；梅忠范任为承务郎。梅执礼曾赞叹程御文辞清婉，后来程御孙程瑀为梅执礼作墓志铭。

### 争议记载
《宋史》《浦阳人物记》《南征录汇》《黄茅山碑禁》称梅执礼等四人与宗室赵子昉、诸将吴革等合谋集兵夺取万胜门，夜袭金帅营帐，迎回徽钦二帝，已经聚众十余万，但王时雍和开封府尹徐秉哲害怕，指使范琼向完颜宗翰泄露其谋，遂不果，金人担心人心动摇，于是以搜刮金银不足为由杀梅执礼等四人。《三朝北盟会编》《朝野佥言》也引用了这种说法，且称梅执礼时任副留守，不担任搜刮金银的四壁根括官之职，死非其罪。据史料记载，三月，吴革在张邦昌登基前夜决定起事，徐秉哲逮捕赵子昉送交金军，吴革亦被范琼诱杀。《续资治通鉴长编》《孤臣泣血录》无梅执礼图谋救驾的记载。《建炎以来系年要录》则认为按《实录》梅执礼确为金银官八人之首，如梅执礼等四人果然图谋聚众救驾，没有理由在《东都事略》本传和墓志毫无提及，《朝野佥言》更误将安扶记作安复，故不足信。清朝方迈在《浦江重立宋户部尚书梅节愍公墓碑记》中提到了这一争议，称其有待考证。

## 作品
- 《梅执礼集》十五卷[17]，因以文安县封爵，又名《文安集》[2]
- 《吴彦成墓志铭》，志主吴圭死于方腊之乱，梅执礼应其长子吴宠所求而作

## 评价
南宋方凤（方迈同族远祖）《存雅堂遗稿》认为吏部侍郎李若水和梅执礼为“靖康死节之最著者”，但金人却忌恨梅执礼图谋夺回宋帝，故宣扬李若水，称“辽亡死义十数，南朝惟李侍郎一人”，并指出李若水赞成钦宗亲赴金营，仅以一死塞责，不足以赎其罪；而梅执礼倡议亲征，图谋救驾，几乎使宋帝脱困及令宋朝免于南迁，远非李若水可比。
南宋绍定年间，浦江知县李知退建二贤祠祭祀梅执礼和吕祖谦。
元朝至正十年（1350年），浦江县学文庙建祠祭祀梅溶、梅执礼及陈太竭、王万、柳贯。府尹萧文质命教谕祝应昇为他们绘图以免混淆，祝应昇于庙西南立祠，号五贤祠，又担心后生不知五贤生平，又请戴良作赞，在祠中刻石。太常博士郑涛亦作《五贤赞》。
明朝宋濂与梅执礼同为浦江人，其所著《浦阳人物记》称“梅节愍以忠义显”并赞梅氏一门短短七年间就有二人舍身取义，对梅执礼救驾之谋的评价也与方凤相同。
明初张孟兼有《过梅节愍故宅》诗：梅溪倘可作，吾此溯微湍。力罢千金括，谋回万胜銮。孤忠殉社稷，乱石葬衣冠。依约曾栖处，枫邱血尚丹。
清朝康熙四十六年（1707年）正月二十八日知浦江县事杨汝榖作《黄茅山碑禁》，称梅执礼故里即在冠山左侧，其墓在黄茅山之金刚肚，同里人国学生方舒告知梅氏族人流散，其地已被邻族董氏侵占得只剩梅溶、梅执礼的坟墓，请求刻石表彰二梅并提出在本境关帝庙中祭祀。同年，金华知县汪某应梅执礼后人梅文义等请求亲自勘察，保存了梅执礼的墓碑。康熙五十八年（1719年）六月，前知兰溪县事方迈作《浦江重立宋户部尚书梅节愍公墓碑记》，所言与上述类似，称梅执礼墓在浦江县南三十里通化乡黄茅山。
今金华市兰溪市诸葛镇万田村的梅执礼后裔建有梅祠，祠联：提举殉国铭祖训，万胜不克慰苍天。

## 延伸阅读
[在维基数据编辑]
 《宋史·卷357》，出自脱脱《宋史》